# ダリル・シトラー

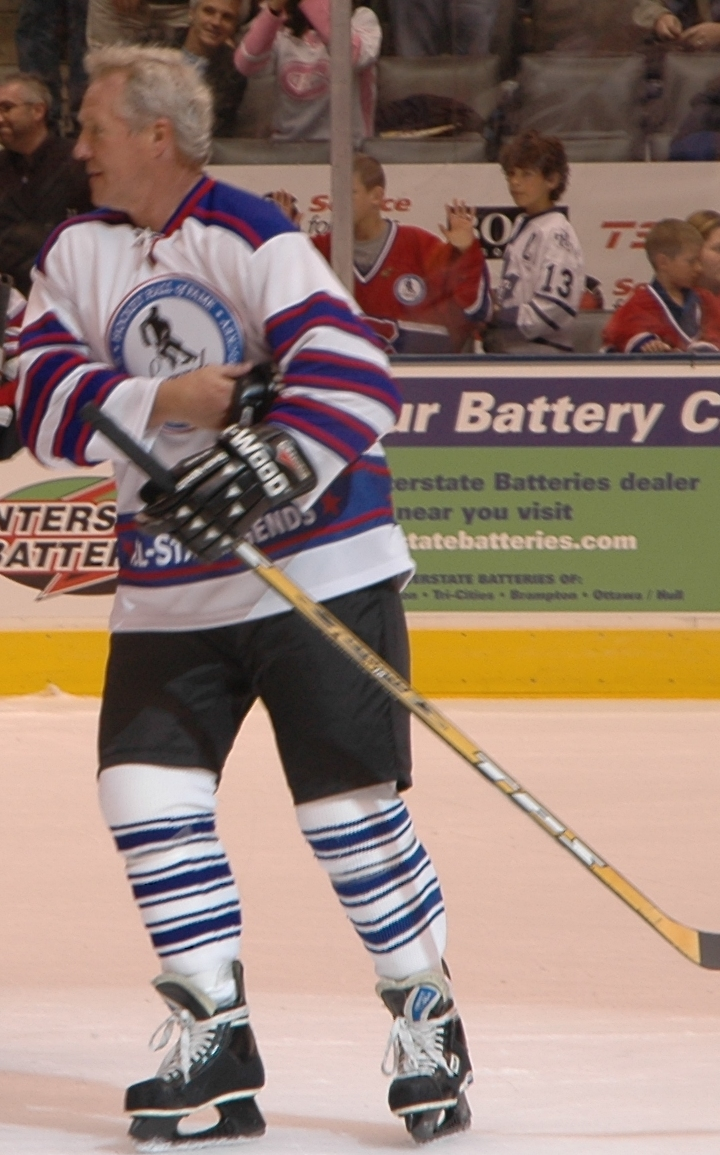
ダリル・シトラー

ダリル・シトラー（Darryl Sittler、1950年9月18日 - ）は、カナダ連邦オンタリオ州キッチェナー生まれの元プロアイスホッケー選手である。ポジションはセンターである。

## 経歴
OHL（ロンドン・ナショナルズ及びロンドン・ナイツ）で3シーズン活躍した後、1970年のNHLドラフト1巡目(全体8位)でトロント・メープルリーフスに指名された。NHLにおいては1970年から1985年まで選手生活を送り、この間トロント・メープルリーフス（1970-1971シーズンから1981-1982シーズンの途中まで）、フィラデルフィア・フライヤーズ（1981-1982シーズンから1983-1984シーズンまで）及びデトロイト・レッドウィングス（1984-1985シーズン）に所属した。
1970年代メープルリーフスの得点能力に優れた攻撃陣の一員として知られている。特に、1976年2月7日の対ボストン・ブルーインズ戦では、NHLにおける一試合最多ポイント記録（2005年現在も最多記録）となる10ポイント（6ゴール4アシスト）を上げている。また、この数ヵ月後には、プレイオフにおけるタイ記録となる一試合5ゴールを上げ、さらにその年の夏には、第1回カナダ・カップにおいてカナダチームに優勝をもたらす延長戦ゴールをたたき出した。
もっともプレーヤーとしての名声が高まるのとは裏腹に、狷介さで知られたメープルリーフスのオーナーハロルド・バラードとの折り合いが徐々に悪化し、また、友人でもあったラニー・マクドナルドが1979年12月29日にコロラド・ロッキーズ（ニュージャージー・デビルスの前身、1976年から1982年までNHLに所属したチーム）にトレードされると、その心がぐらつくようになったといわれる。
当時メープルリーフスのコーチは、気難しいことで知られるパンチ・イムラック であり、シトラーのプレーについては評価していたとされるが、非常に交際術に長けているとの評判については、快く思わなかったといわれる。このため、イムラックは意趣返しの意味を込めて、シトラーの友人であるマクドナルドのトレードを画策したと指摘する者もいる。シトラーは、抗議のため一時メープルリーフスのチームキャプテンの地位を返上するが、翌シーズン初頭には再びキャプテンを引き受けている。
1982年1月20日、シーズン途中で自ら希望しフィラデルフィア・フライヤーズに移籍した。2シーズン半後の1984年10月10日、さらにデトロイト・レッドウィングスに移籍し、1年プレーしたあと現役生活を終えた。
1989年にホッケーの殿堂入りを果たしている。メープルリーフス時代の背番号27は2016年10月15日、27番の前任者フランク・マホブリッチと共に永久欠番となった。

## 詳細情報

### 通算成績
| 1967-1968 | ロンドン・ナショナルズ         | OHA     | 54   | 22  | 41  | 63   | 84  | -  | -  | -  | -  | -   |
| 1968-1969 | ロンドン・ナイツ               | OHA     | 53   | 34  | 65  | 99   | 90  | -  | -  | -  | -  | -   |
| 1969-1970 | ロンドン・ナイツ               | OHA     | 54   | 42  | 48  | 90   | 126 | -  | -  | -  | -  | -   |
| 1970-1971 | トロント・メープルリーフス     | NHL     | 49   | 10  | 8   | 18   | 37  | 6  | 2  | 1  | 3  | 31  |
| 1971-1972 | トロント・メープルリーフス     | NHL     | 74   | 15  | 17  | 32   | 44  | 3  | 0  | 0  | 0  | 2   |
| 1972-1973 | トロント・メープルリーフス     | NHL     | 78   | 29  | 48  | 77   | 69  | -  | -  | -  | -  | -   |
| 1973-1974 | トロント・メープルリーフス     | NHL     | 78   | 38  | 46  | 84   | 55  | 4  | 2  | 1  | 3  | 6   |
| 1974-1975 | トロント・メープルリーフス     | NHL     | 72   | 36  | 44  | 80   | 47  | 7  | 2  | 1  | 3  | 15  |
| 1975-1976 | トロント・メープルリーフス     | NHL     | 79   | 41  | 59  | 100  | 90  | 10 | 5  | 7  | 12 | 19  |
| 1976-1977 | トロント・メープルリーフス     | NHL     | 73   | 38  | 52  | 90   | 89  | 9  | 5  | 16 | 21 | 4   |
| 1977-1978 | トロント・メープルリーフス     | NHL     | 80   | 45  | 72  | 117  | 100 | 13 | 3  | 8  | 11 | 12  |
| 1978-1979 | トロント・メープルリーフス     | NHL     | 70   | 36  | 51  | 87   | 69  | 6  | 5  | 4  | 9  | 17  |
| 1979-1980 | トロント・メープルリーフス     | NHL     | 73   | 40  | 57  | 97   | 62  | 3  | 1  | 2  | 3  | 10  |
| 1980-1981 | トロント・メープルリーフス     | NHL     | 80   | 43  | 53  | 96   | 77  | 3  | 0  | 0  | 0  | 4   |
| 1981-1982 | トロント・メープルリーフス     | NHL     | 38   | 18  | 20  | 38   | 24  | -  | -  | -  | -  | -   |
| 1981-1982 | フィラデルフィア・フライヤーズ | NHL     | 35   | 14  | 18  | 32   | 50  | 4  | 3  | 1  | 4  | 6   |
| 1982-1983 | フィラデルフィア・フライヤーズ | NHL     | 80   | 43  | 40  | 83   | 60  | 3  | 1  | 0  | 1  | 4   |
| 1983-1984 | フィラデルフィア・フライヤーズ | NHL     | 76   | 27  | 36  | 63   | 38  | 3  | 0  | 2  | 2  | 7   |
| 1984-1985 | デトロイト・レッドウィングス   | NHL     | 61   | 11  | 16  | 27   | 37  | 2  | 0  | 2  | 2  | 0   |
| NHL合計   | NHL合計                        | NHL合計 | 1096 | 484 | 637 | 1121 | 948 | 76 | 29 | 45 | 74 | 137 |

### 記録
- オールスター第2チーム選出 1度（1978年）
- オールスター出場 4度（1975年、1978年、1980年、1983年）